# Cecilio Lopes
Cecilio Lopes (Roterdão, 18 de março de 1979) é um futebolista cabo-verdiano nascido na Holanda, que defende o Zwolle, uma equipe holandesa de médio porte.
Seu passe pertence ao Heerenveen.